# Rosocha (Kalisz)
Pour les articles homonymes, voir Rosocha.
Rosocha est une localité polonaise de la gmina de Blizanów, située dans le powiat de Kalisz en voïvodie de Grande-Pologne.